# Holbrook Bodies
Holbrook Bodies ist ein ehemaliges britisches Karosseriebauunternehmen, das zwischen 1926 und 1933 an der Holbrook Lane in Coventry ansässig war. Die Adresse war vermutlich namensgebend.

## Beschreibung
Holbrook Bodies baute mindestens eine zweisitzige Karosserie auf dem Fahrgestell eines Bentley 3,5 Litre sowie geschlossene Aufbauten nach Lizenz Weymann für Hillmann. 1933 musste die Firma Insolvenz anmelden. Ihre Anlagen übernahm die Firma S. S. (Standard Swallow, Vorläufer von Jaguar) zur Erweiterung ihrer Kapazitäten.

## Quelle
- Nick Walker: A–Z of British Coachbuilders, 1919–1960. Bay View Books, Bideford, Devon 1997, ISBN 1-870979-93-1 (Englisch)